# Fets de Kaldor
|  | No s'ha de confondre amb Lleis del creixement de Kaldor. |

Els fets de Kaldor són sis afirmacions sobre el creixement econòmic, proposades per Nicholas Kaldor en un article de 1957. Va descriure aquestes firmacions com "una visió estilitzada dels fets", i va encunyar així el terme.  fet estilitzat. 

## Fets estilitzats del creixement econòmic
Nicholas Kaldor va resumir les propietats estadístiques del creixement econòmic a llarg termini en un influent document de 1957. Va assenyalar les 6 constants històriques remarcables següents, mitjançant investigacions empíriques:
1. Les porcions del PIB  que reben el treball (mà d'obra) i el capital són aproximadament constants en llargs períodes
2. El ritme de creixement del capital social per treballador és aproximadament constant durant llargs períodes
3. La taxa de creixement de la producció per treballador és aproximadament constant durant llargs períodes
4. La relació capital/producció és gairebé constant durant llargs períodes
5. La taxa de rendibilitat de la inversió és gairebé constant durant llargs períodes
6. Hi ha variacions apreciables (del 2 al 5 per cent) en la taxa de creixement de la productivitat laboral i de la producció total entre països.

## Resum
Kaldor no va afirmar que cap d'aquestes quantitats fos constant en cada moment al llarg del període considerat; ans al contrari, les taxes de creixement i les participacions d'ingressos varien molt al llarg del cicle empresarial. De fet, la seva afirmació era que la magnitud sol ser constant quan es fa una mitjana de les dades en llargs períodes. Les seves àmplies generalitzacions, inicialment es derivaven de les dades dels Estats Units i de U.K., però que després es van trobar certes per a molts altres països, es van passar a definir com a "fets estilitzats".
Es poden resumir i relacionar de la manera següent:
1. La producció per treballador creix a un ritme aproximadament constant que no disminueix amb el pas del temps.
2. El capital per treballador creix amb el pas del temps.
3. La relació capital/producció és gairebé constant. (1 + 2)
4. La taxa de retorn al capital és constant.
5. La participació de capital i treball en ingressos nets és gairebé constant.
6. El salari real creix amb el pas del temps. (2 + 4 + 5)